# Довідник сільського електрика
Довідник сільського електрика — довідник, за редакцією кандидата технічних наук В. С. Олійника, третє видання якого видане в 1989 році видавництвом «Урожай». Третє видання доповнене матеріалами про нове електрообладнання. Попереднє (друге) видання було видане в 1982 році.
Даний довідник наводить дані про споживчі трансформаторні підстанції, пересувні електростанції, електричні мережі низької напруги, внутрішні електропроводки, електродвигуни змінного струму, апаратуру захисту і керування, електричне освітлення та опромінювання тварин, електротеплові установки, ручні електричні машини. Висвітлені питання експлуатації і ремонту електроустановок.
Довідник розрахований на електриків сільськогосподарських підприємств.

## Загальна інформація

### Авторський склад
Редактор — кандидат технічних наук Олійник Віктор Степанович. Редактор 3-го видання — О. О. Іваницький. Автори розділів — Л. П. Тищенко, Є. Л. Жулай, В. Ф. Гончар, В. С. Олійник, М. М. Терпило, С. С. Шевель, М. В. Гайдук, Ю. М. Лавриненко, М. Т. Лут, В. І. Солоній.
Рецензенти — В. С. Пастушенко та В. Г. Камшилов.

### Видання
Третє видання, видано ордена «Знак Пошани» видавництвом «Урожай» м. Київ в 1989 році. Тираж 27 000 примірників.
Інформація про 2-ге видання опублікована у журналі Вісник сільськогосподарської науки за 1982, про третє видання у журналі Вісник сільськогосподарської науки за 1989 рік та у профільних виданнях — «рос. Летопись книг» Книжкової палати УССР 1989 року та «рос. Сельскохозяйственная литература СССР», випуск 7-8 1992 року.

## Використання
За думкою співробітників кафедри електроприводу та електротехнології Національного університету біоресурсів і природокористування України, «Довідник сільського електрика» під редакцією В.С, Олійника є популярний у використанні електриками України та витримав три перевидання.
Наразі видання включене до переліку основної або додаткової літератури для вивчення на профільних технічних спеціальностях у різних вітчизняних ЗВО та коледжів.
Видання не втрачає актуальність та активно використовується як джерело під час написання наукових статей та кваліфікаційних робіт (магістрів та бакалаврів).

## Перелік розділів
1. Загальні відомості. Описує правила виконання електричних схем, подає відомості про основні одиниці вимірювання, умовні графічні позначення на схемах, кліматичне виконання та захищеність електрообладнання.
2. Електрообладнання систем електропостачання сільськогосподарських підприємств. В даному розділі описуються трансформаторні підстанції, лінії низької напруги, вибір площі поперечного перерізу проводів і кабелів, кабельні лінії, надійність електропостачання сільськогосподарських підприємств та розподільні пункти.
3. Внутрішні електропроводки. Даний розділ подає інформацію про вибір і розрахунок електропроводок та монтаж внутрішніх електропроводок.
4. Електричні двигуни. Визначає вибір електродвигунів для сільськогосподарських машин та агрегатів, конструктивні виконання електродвигунів за способом монтажу, електродвигуни різних серій та виконань.
5. Апаратура захисту і керування. Описує апарати ручного керування, командні прилади, автоматичні вимикачі, запобіжники, електромагнітні пускачі, електромагнітні контактори, теплові струмові реле, а також комплектні пристрої керування електроприводами.
6. Електроосвітлювальні та опромінювальні установки. Даний розділ розповідає про джерела світла та випромінювання, світильники, розрахунок освітлення та опромінювання.
7. Електротеплові та спеціальні електротехнологічні установки. Висвітлює класифікацію та конструкцію електротеплових установок, розрахунки електронагрівних установок, електричні водонагрівники і парові котли, електрокалориферні установки, електронагрівні установки для створення мікроклімату у тваринництві і птахівництві, а також електрообігрів парників і теплиць.
8. Ручні електричні машини та джерела їх живлення.
9. Комплекти електрообладнання для електрифікації сільськогосподарських виробничих процесів.
10. Організація енергетичної служби сільськогосподарських підприємств. Даний розділ висвітлює питання та форми обслуговування енергетичного обладнання, організацію енергетичних служб у господарствах, основні положення системи планово-запобіжного ремонту і технічного обслуговування електрообладнання у сільському господарстві та матеріально-технічну базу енергетичної служби.
11. Раціональне використання електроенергії.